# 朝ノ姉妹ぷろじぇくと
朝ノ姉妹ぷろじぇくと（あさのしまいぷろじぇくと、Asano Sisters Project.）は、忍者をモチーフとした日本のバーチャルYouTuberユニット。

## メンバー
朝ノ瑠璃（あさの るり）
朝ノ姉妹ぷろじぇくとの長女。瞳の色は紫色で、鉢金に描かれた花の色は青。名前の由来は青空と青いアサガオ。好きな言葉は「愛」。好きなことは歌と麻雀、お芝居。ゲームやボイスドラマに声優として出演し、2020年では出演作数がVTuber業界で最多の11本である。
幼少から忍者の修行を行い親の敷いたレールを通ってきたが、Vtuberデビューし自分の好きな事を実現できていることに喜んでおり、自分のオリジナル曲でアニメ番組とタイアップすることを目標としている。
2018年7月にYoutubeチャンネル登録者数1万人を目標に「生歌100曲チャレンジ」を企画し、当初運営に体力が持たないと言われ、反対された悔しさから絶対達成すると挑み、100曲チャレンジを達成したことが印象に残ったエピソードとして語っている。
2021年5月30日から始まったアニメ『邪神ちゃんドロップキック』のエキュート役を決めるオーディションに参加し、1661人の参加者の中から1位を獲得した。2022年放送予定のテレビアニメ『邪神ちゃんドロップキックX』より出演する。
2021年11月1日、声優事務所クロコダイルへの所属を発表。VTuberとしての活動は継続し、声優としての活動はクロコダイル所属として行っていくと説明した。
朝ノ茜（あさの あかね）
朝ノ姉妹ぷろじぇくとの次女。瞳の色は赤で、鉢金に描かれた花の色はピンク。ボク少女である。名前の由来は朝焼けと赤いアサガオ。プリンとゲームが大好きであり、得意なゲームは「大乱闘スマッシュブラザーズ」、「スプラトゥーン」、ARMSを挙げている。デビューしたことにより多くの人と交流するようになり、Youtube配信、SNSでのコメントに楽しさやファンとの距離の近さを感じており、身近な存在がVtuberの魅力であると称している。
2019年8月にゲーム「Getting Over It with Bennett Foddy」のクリアを目標とした配信を行い、14時間かけてクリアした際に嬉しさの余り涙があふれたことが印象に残ったエピソードとして語っている。2022年1月2日をもって無期限活動休止を発表。2023年5月7日、スポット活動として再開を発表した。

### 元メンバー
朝ノ光（あさの ひかり）
朝ノ姉妹ぷろじぇくとの三女。瞳の色は橙色で、鉢金に描かれた花の色は紫色。好きな言葉は「冷静」、好きなものはゲームとウマ、苦手なものは甘いものと酒（但しおつまみは好き）。2019年3月16日に引退。

## 黒子（企画・運営）
ノリ
容姿は筋骨隆々な体格をしたハリネズミをモチーフとしている。チャンネルの運営役ではあるが朝ノ姉妹の動画上で声や姿（2Dアバター）が登場する。2018年11月17日にTwitterアカウントを開設、企画案や要望などを受け付けている。運営の手法では、当初「ゲームセンターCX」を参考に難易度の高いゲームに長時間挑戦することで視聴者との一体感を共有できると考えていたが、VTuber業界では「本人がやりたいことを行い、運営が長所を伸ばす」方向性が強いと考え、朝ノ姉妹のやりたい夢を実現するサポートを行っている。
シャイ
容姿は眼鏡をかけたコアラをモチーフとしている。朝ノ姉妹ぷろじぇくと運営。名前の由来は本人の性格上、恥ずかしがり屋（シャイ）で裏方に徹することから。
シヴァ
容姿は柴犬をモチーフとしている。朝ノ姉妹ぷろじぇくと運営。2020年4月6日にTwitterアカウントを開設し、朝ノ姉妹の宣伝などを行っている。

## 来歴
2018年
- 3月28日、YouTubeチャンネルを開設。開設当初のチャンネル名は「朝ノ光ぷろじぇくと」。
- 3月30日、チャンネルに動画が初投稿、光が活動を開始。
- 5月2日、瑠璃が加入。
- 5月4日、茜が加入。
- 5月29日、茜が長期任務のため無期限活動休止。
- 8月3日、チャンネル登録者数10,000人突破及び生誕前日記念に生放送を行う。
- 8月4日、生誕記念に生放送を行う。また、同日にチャンネル名が「朝ノ姉妹ぷろじぇくと」に変更。
- 11月25日、瑠璃がバーチャルYouTuberオーディション番組であるVER.のクリエイター部門にて優勝。
- 12月15日、瑠璃が耐久企画「朝ノ瑠璃110曲チャレンジ」にてモデルチェンジ＆オリジナル曲「泡沫夢幻」を発表。

2019年
- 2月19日、光が3月16日をもって引退することを発表。
- 3月16日、光が活動を引退。
- 4月7日、茜が活動を再開。二人体制での活動に。
- 4月26日、瑠璃が主演を務めるアプリゲーム「うつろにっき」がリリース。
- 4月29日、瑠璃が共闘ことばRPG コトダマンにてCVを務めるユウヅルが実装。
- 5月26日、瑠璃のオリジナル曲「泡沫夢幻」のMVが公開。
- 7月21日、チャンネル登録数が50,000人を突破。
- 8月4日、瑠璃のオリジナル曲がJOYSOUNDにてカラオケ配信開始。茜のオリジナル曲が発表。
- 9月21日、VRリズムゲーム「ポリフる feat.朝ノ瑠璃」がリリース。
- 10月17日、瑠璃が『四月一日さん家の』の新ファミリーに加入。
- 11月1日、Vtuberコンピレーションアルバム「VirtuaREAL.01」に姉妹での参加を発表。
- 11月22日、ソーシャルゲーム「暁のブレイカーズ」とのコラボが開始。姉妹で初のソーシャルゲーム実装。
- 11月25日、DMMスクラッチ×朝ノ姉妹ぷろじぇくとのコラボレーションを発表。

2020年
- 5月27日、日本テレビの事業であるバーチャルYouTuberのネットワーク「V-Clan」に加入。
- 8月4日、誕生日カウントダウン生放送及びチャンネル登録者数10万人突破。オリジナル楽曲「PLATFORM」をBOOTHにて先行配信。

2021年
- 5月2日、チャンネル登録数が150,000人を突破。
- 10月2日、瑠璃が2022年放送予定TVアニメ、「邪神ちゃんドロップキックX」エキュートオーディションの最終投票にて1位を獲得し、エキュート役に決定。
- 11月1日、瑠璃が声優事務所「クロコダイル」への所属を発表。
- 12月23日、瑠璃がMMORPG鬼斬にてCVを務める本多忠勝が実装。）

2022年
- 1月2日、茜が無期限活動休止を発表。

2023年
- 5月7日、茜が活動再開を発表。
- 6月17日、瑠璃が声優初主演アニメ、「逆異世界転生エージェント エーコさん」エーコ役にてdアニメストアで配信開始。
- 11月1日、瑠璃がビクターエンタテインメントよりメジャーデビュー。 メジャー1stアルバム『百歌繚乱』リリース。

## 出演

### テレビ番組
2018年
- のばん組（11月23日、BS日テレ、ゲスト出演：朝ノ瑠璃・朝ノ光）
- のとく番〜アイは世界を繋ぐ〜（12月1日、BS日テレ、静止画出演：朝ノ瑠璃・朝ノ光）

2019年
- ぶい!ちーばー!!（チバテレビ、コーナー出演）
- ミラティブTV（チバテレビ、コーナー出演）

2020年
- それって!?実際どうなの課（中京テレビ、（出演：朝ノ瑠璃））
- 四月一日さん家と（テレビ東京、雨夜瑠美 （出演：朝ノ瑠璃））
- 有馬でV！〜Vチューバーによる競馬応援バトル〜（12月19日、BS日テレ（出演：朝ノ瑠璃））

2021年
- エンタテ!区〜テレビが知らないe世界〜（7月21日、RKB毎日放送（出演：朝ノ瑠璃））
- 超人女子戦士 ガリベンガーV （5月15日、テレビ朝日（出演：朝ノ瑠璃））

2022年
- プロジェクトV（3月30日、日本テレビ（出演：朝ノ瑠璃））
- お願い！ ランキングpresents そだてれび （12月13日、テレビ朝日（出演：朝ノ瑠璃））

### ラジオ番組
2018年
- 杉田智和のアニゲラ!ディドゥーーン（2018年11月22日・11月29日、超!A&G+、ゲスト出演：朝ノ瑠璃）

### インターネット番組
- VRadio〜ひらい・瑠璃のVtuberさんようこそ！〜（2019年1月10日 - 3月28日、Virtual Cast、アシスタントMC：朝ノ瑠璃（木曜日担当）[40]）
- クイズ☆声優名鑑2022（2022年2月26日、声優グランプリチャンネル（YouTube・ニコニコ動画）、MC：朝ノ瑠璃[41]）
- 私立ガリベン大学（2022年8月11日、（前編：Youtube、後編：テレ朝動画）、ゲスト：朝ノ瑠璃[42]）
- 邪神ちゃんドロップキックYoutubeチャンネル - エキュートの今宵もわらわナイト（YouTube、MC：エキュート（演：朝ノ瑠璃）[43]）

### テレビアニメ
- 彗星のフロイライン（2022年）（演：朝ノ瑠璃〈本人役〉[44]）
- 邪神ちゃんドロップキックX（2022年 - 2023年） - エキュート（演：朝ノ瑠璃[6]） - 2シリーズ + 特別編[一覧 1]
- アストロロロジー ～おかしな12星座うらない～ - ぎょっしー（うお座）（2022年）（演：朝ノ瑠璃）[45]）
- さようなら竜生、こんにちは人生（2024年） - カラヴィス（演：朝ノ瑠璃[46]）

### ゲーム
2018年
- サウザンドメモリーズ（蝶燐の魔戮師ディナ（演：朝ノ瑠璃））

2019年
- うつろにっき（うつろ（演：朝ノ瑠璃））
- あさみエスケープ（うつろ（演：朝ノ瑠璃））
- 共闘ことばRPG コトダマン（ユウヅル、タイコンドゥル（演：朝ノ瑠璃））
- 暁のブレイカーズ（演：朝ノ瑠璃、朝ノ茜〈本人役〉）
- VRリズムゲーム ポリフる feat.朝ノ瑠璃 （朝ノ瑠璃）

2020年
- ブイブイブイテューヌ（演：朝ノ瑠璃、朝ノ茜〈本人役〉）
- ルリイロデイズ（演：朝ノ瑠璃、朝ノ茜〈本人役〉）

2021年
- グーニャファイター（朝ノ瑠璃、朝ノ茜〈本人役〉）
- 鬼斬  （本多忠勝（演：朝ノ瑠璃））
- 邪神ちゃんドロップキックねばねばウォーズ （エキュート（演：朝ノ瑠璃））

2022年
- シオリノコトハ（朱鷺田 栞（演：朝ノ瑠璃））
- BLACK STELLA Iи:FernØ（演：朝ノ瑠璃））
- 共闘ことばRPG コトダマン（モールト（演：朝ノ瑠璃））
- オーバーナイトティ（きらり・抹茶・グリーンティー（演：朝ノ瑠璃））

### ボイスドラマ
2019年
- 四月一日さん家の（雨夜瑠美（演：朝ノ瑠璃））

2020年
- NaGoMi（つきリン（演：朝ノ瑠璃））
- 君のとなりで。（歌：朝ノ瑠璃）
- 瑠璃姉と泡沫の思い出。（演：朝ノ瑠璃〈本人役〉）

2022年
- 無気力天使とギャル悪魔がおもてなし!?「ようこそ夢の異世界民宿へ!」（コクリ（演：朝ノ瑠璃））

### ボイスコミック
2022年
- 異世界征服記～不遇種族たちの最強国家～（ララ（演：朝ノ瑠璃））
- 一条さんは顔に出やすい（一条夜永（演：朝ノ瑠璃））
- ざーこざこざこざこ先生（喜連川由姫（演：朝ノ瑠璃））

### 吹き替え
2022年
- 智異山＜チリサン＞～君へのシグナル～（登山客女役 他（演：朝ノ瑠璃））
- ポロロ レーシングアドベンチャー（エディ（演：朝ノ瑠璃））

### その他コンテンツ
2022年
- swing,sing（風祭朱美（演：朝ノ瑠璃））
- 不動産投資TOKYOリスタイル（Youtubeチャンネルナレーション：朝ノ瑠璃）

## イベント
2018年
- 虹乃まほろのやみなべっ!2はいめ（11月6日、新宿ヘッドパワー（ 出演：朝ノ瑠璃））

2019年
- TUBEOUT! SESSIONS（3月23日、池袋HUMAXシネマズ（ 出演：朝ノ瑠璃））
- 朝ノ瑠璃VRライブ in cluster（3月24日、cluster（ 出演：朝ノ瑠璃））
- 朝ノ瑠璃一周年VRライブ 瑠璃色艶舞 in VARK（5月4日、VARK（ 出演：朝ノ瑠璃））
- 朝ノ姉妹OPENRECミニライブ配信（7月13日、OPENREC.tv（ 出演：朝ノ瑠璃・朝ノ茜））
- Project Singularity 音楽的特異点 Vol.0（8月10日・8月11日、下北沢・北沢タウンホール、ニコニコ生放送（ 出演：朝ノ瑠璃・朝ノ茜））
- Vアニ！ in cluster（8月17日、cluster（ 出演：朝ノ瑠璃））
- わくわくVtuberひろば （9月7日、秋葉原エンタス（ 出演：朝ノ瑠璃・朝ノ茜））
- F>>VR（9月13日 REALITY（ 出演：朝ノ瑠璃・朝ノ茜）
- 四月一日さん家の ON STAGE（12月3日、SPWN（ゲスト出演：朝ノ瑠璃・朝ノ茜〈天の声〉））
- TUBEOUT! COUNTDOWN（12月31日、YouTube（ 出演：朝ノ瑠璃））

2020年
- VirtuaREAL.01 OSAKA、TOKYO（大阪公演 1月19日、東京公演 1月25日）
- TUBEOUT! Vol.3（3月7日、東京・池袋HUMAXシネマズ（ 出演：朝ノ瑠璃））
- 朝ノ姉妹 in VARK LIVE #05 命短し輝け乙女!!（7月11日、VARK（ 出演：朝ノ瑠璃））
- 開店！スナック瑠璃 in cluster（ 7月31日、cluster（ 出演：朝ノ瑠璃））
- TOKYO IDOL FESTIVAL オンライン 2020（10⽉3⽇、 SPWN（ 出演：朝ノ瑠璃・朝ノ茜））
- エルセとさめのぽき SHINKAI FES（12月19日、Youtube（ 出演：朝ノ瑠璃））
- Virtual Music Award 2020（12月28日、立川ステージガーデン（ 出演：朝ノ瑠璃））

2021年
- VTuber Fes. UnderLine powered by COMP（2月7日 YouTube、REALITY（ 出演：朝ノ瑠璃））
- Virtual Unit Fes.「VILLS」vol.2（3月21日、SPWN（ 出演：朝ノ瑠璃））
- 演劇イベント「One step ahead is Light」（3月26日〈2月26日から延期〉、SPWN（ 出演：朝ノ瑠璃、井上優））
- KURAND主催、酒蔵応援プロジェクト「Vノ酒花見宴会」（4月10日、SPWN（ 出演：朝ノ瑠璃・朝ノ茜））
- TUBEOUT! vol.8（5月1日、SPWN （出演：朝ノ瑠璃、MaiR））
- TUBEOUT! 2021-SUMMER-（8月29日、SPWN（ 出演：朝ノ瑠璃・朝ノ茜））
- バーチャルTIF 2021（10月3日、お台場・青海周辺エリア、オンライン配信（ 出演：朝ノ瑠璃・朝ノ茜））
- THE CREATORS 2021 - エンタテ!区 presents VTuber eレコ大（10月24日、福岡市役所ふれあい広場（ 出演：朝ノ瑠璃））
- RESPECT FOR GEEKS vol.0 powered by R4G（11月14日、渋谷HARLEM（ 出演：朝ノ瑠璃））
- Virtual Unit Fes.「VILLS」vol.3（12月19日、SPWN（ 出演：朝ノ瑠璃））
- TUBEOUT!FES -2021 WINTER- （12月28日、Veats SHIBUYA、Studio Freedom、TSUTAYA O-nest、LOFT9 shibuya（ 出演：朝ノ瑠璃））

2022年
- JM梅田ミュージックフェス - DAY1（3月12日、オンライン配信（ 出演：朝ノ瑠璃））
- VTuber Fes Japan 2022 Supported by Paidy - DAY1（3月28日、幕張メッセ、オンライン配信（ 出演：朝ノ瑠璃））
- V-Carnival vol.2 - Day1 （6月11日、オンライン配信（出演：朝ノ瑠璃））
- バーチャルTIF 2022 （6月11日、オンライン配信（ 出演：朝ノ瑠璃））
- JM梅田ミュージックフェス2022 SUMMER（8月15日、オンライン配信（ 出演：朝ノ瑠璃））
- 爆裂夏祭り2022 （8月30日、中野サンプラザ（出演：朝ノ瑠璃））
- 太秦上洛まつり - 京都アニメーターズキャンプ トークセッション（11月19日、東映太秦映画村内：中村座（ 出演：朝ノ瑠璃））
- Virtual Music Award 2022（12月10日、豊洲PIT、オンライン配信（出演：朝ノ瑠璃））
- Z-A１st Event ElectroSwingParty「Jolie TwinZ XD from swing,sing」（12月18日、六本木・SEL OCTAGON TOKYO（ 出演：朝ノ瑠璃））

## タイアップ
- DMMスクラッチ - 朝ノ姉妹ぷろじぇくと スクラッチ[27]
- バーチャルカラオケ配信アプリ「topia」[108]
- 株式会社愛しとーと - e-サプリ[Lutein,GABA]（朝ノ瑠璃、朝ノ茜[109]）
- 酒・日本酒通販 KURAND - Vノ酒 with 長谷川酒造 （朝ノ瑠璃[110]）
- Zeeny - ワイヤレスイヤホン Zeeny ANC （朝ノ瑠璃、朝ノ茜[111]）
- 株式会社A3 (GraffArt) - 朝ノ姉妹オリジナルGraffArtグッズ[112]
- 株式会社フルーツポット - アロマミスト（朝ノ瑠璃:“私たちは花～瑠璃色～”、朝ノ茜: “私たちは花～茜色～”[113]）
- ローソン - バーチャルマーケット2021 バーチャル店舗1日店長（朝ノ瑠璃[114]）
- KingsGroup- ステート・オブ・サバイバル 同盟アンバサダー（朝ノ瑠璃[115]）
- Zeeny - Bluetoothスピーカー『Zeeny T★Box』 （朝ノ瑠璃[116]）

## ディスコグラフィ
|     | 配信日         | タイトル           | 作詞                | 作曲             |
| --- | -------------- | ------------------ | ------------------- | ---------------- |
| 1st | 2019年1月28日  | 泡沫夢幻           | 朝ノ瑠璃            | mampuku          |
| 2nd | 2019年2月26日  | あさがおの詩       | 朝ノ瑠璃            | mampuku          |
| 3rd | 2019年5月1日   | トモシビライズ     | mampuku             | mampuku          |
| 4th | 2019年8月11日  | 電脳東京華道中     | mampuku             | mampuku          |
| 5th | 2020年8月4日   | PLATFORM           | kazuki washiyama    | kazuki washiyama |
| 6th | 2022年11月4日  | 紫電一閃           | 瀬那ユウ            | 鈴木航海         |
| 7th | 2022年12月21日 | ベテルギウスの夜に | 藤村鼓乃美/北川勝利 | 北川勝利         |
| 8th | 2023年1月18日  | Outsider           | 唐沢美帆            | Imanuel bear     |

|      | 配信日         | タイトル                                    | 作詞 | 作曲 |
| ---- | -------------- | ------------------------------------------- | ---- | ---- |
| 1st  | 2023年5月3日   | chAngE (miwaのカバー)                       |      |      |
| 2nd  | 2023年5月31日  | Starry Heavens (day after tomorrowのカバー) |      |      |
| 3rd  | 2023年6月14日  | 1/3の純情な感情 (SIAM SHADEのカバー)        |      |      |
| 4th  | 2023年6月28日  | ゆずれない願い (田村直美のカバー)           |      |      |
| 5th  | 2023年7月19日  | ドラマツルギー (Eveのカバー)                |      |      |
| 6th  | 2023年8月16日  | ブリキノダンス (日向電工のカバー)           |      |      |
| 7th  | 2023年8月30日  | リライト (ASIAN KUNG-FU GENERATIONのカバー) |      |      |
| 8th  | 2023年9月27日  | 鮫 (天野月のカバー)                         |      |      |
| 9th  | 2023年10月11日 | ETERNAL BLAZE (水樹奈々のカバー)            |      |      |
| 10th | 2023年12月20日 | 蝶 (天野月子のカバー)                       |      |      |
| 11th | 2023年12月27日 | アンダンテ (矢井田瞳のカバー)               |      |      |
| 12th | 2024年1月5日   | 生きるってなんだよ (午後ティーのカバー)     |      |      |

|     | 配信日       | タイトル                | 作詞             | 作曲             |
| --- | ------------ | ----------------------- | ---------------- | ---------------- |
| 1st | 2019年8月4日 | 忍び忍ばずHigh Tension☆ | 音葉大也         | 音葉大也         |
| 2nd | 2020年8月4日 | PLATFORM                | kazuki washiyama | kazuki washiyama |

| 発売日         | 楽曲名                            | アルバム名                                                | 歌                                       |
| -------------- | --------------------------------- | --------------------------------------------------------- | ---------------------------------------- |
| 2019年8月9日   | 筆霜筆の旅人                      | 星霜筆の旅人－クロッカの足音－                            | 朝ノ瑠璃                                 |
| 2020年1月4日   | 和テンション・プリーズ！          | 和テンション・プリーズ！                                  | 朝ノ瑠璃、琴みゆり                       |
| 2020年1月19日  | MASAKARI                          | VirtuaREAL.01                                             | 朝ノ瑠璃、朝ノ茜                         |
| 2020年8月26日  | 龍雨                              | VUCCANEER                                                 | 朝ノ瑠璃                                 |
| 2020年8月26日  | セピア、賽投げの空                | VUCCANEER                                                 | 朝ノ瑠璃                                 |
| 2020年8月26日  | 茜色プリン城の饗宴                | VUCCANEER                                                 | 朝ノ茜                                   |
| 2020年8月26日  | My Treasure                       | VUCCANEER                                                 | 朝ノ茜                                   |
| 2020年10月30日 | Forever With You (ふかみ凪ED)     | まいてつ Last Run!! VTuber Cover Selection                | 朝ノ姉妹ぷろじぇくと （朝ノ瑠璃&朝ノ茜） |
| 2020年5月9日   | 情熱のサファイア (feat. 朝ノ瑠璃) | A MOMENT                                                  | 朝ノ瑠璃                                 |
| 2021年4月26日  | ドメスティック (feat. 朝ノ瑠璃)   | Restart                                                   | 朝ノ瑠璃                                 |
| 2022年3月23日  | 銀腕・アガートラーム              | IMAGINATION vol.4 ~戦姫絶唱シンフォギア 10 YEARS TRIBUTE~ | 朝ノ瑠璃                                 |
| 2022年3月23日  | 星天ギャラクシィクロス            | IMAGINATION vol.4 ~戦姫絶唱シンフォギア 10 YEARS TRIBUTE~ | 朝ノ瑠璃、MaiR                           |
| 2022年12月27日 | Ignite                            | MOTTO MUSICコンピレーションアルバム『Image.』             | 朝ノ瑠璃                                 |
| 2023年1月20日  | 忍道巴絡繰                        | VirtuaREAL.05                                             | 朝ノ瑠璃                                 |

| 時期   | 楽曲名                   | タイアップ                                                                             |
| ------ | ------------------------ | -------------------------------------------------------------------------------------- |
| 2020年 | 和テンション・プリーズ！ | ボイスドラマ『NaGoMi』主題歌                                                           |
| 2022年 | 恋影                     | 美少女アドベンチャーゲーム『ハミダシクリエイティブ凸』（鎌倉詩桜ルートエンディング曲） |

## ぶいせん
2021年1月9日に設立発表したVtuberグループ。専門学校をコンセプトとし、事務所所属ではなく個人勢として扱われる。アバターと技術ノウハウを提供するがマネージメント契約はせず、技術提供料を総収益の10%を超えない分を求めるというもの。

### シリーズ一覧
1. ↑  短編『まめアニメ（北海道編）』（2022年）、第3期『X』（2022年）、特別編『【世紀末編】』（2023年12月27日）